# Функція Гріна
Фу́нкція Грі́на — розв'язок неоднорідного рівняння або системи рівнянь математичної фізики з точковим джерелом.
Конкретне означення функції Гріна відповідає конкретній задачі математичної фізики. Функція Гріна містить повну інформацію про досліджуване рівняння, і за її допомогою можна побудувати розв'язок за будь-якої неодрорідності. Завдяки своїй інформативності функції Гріна широко використовуються в математичній фізиці, електродинаміці, квантовій механіці, квантовій теорії поля, статистичній фізиці тощо. Позначається здебільшого {\displaystyle G}.
Функція Гріна названа на честь англійського математика Джорджа Гріна, який першим розвинув відповідну теорію в 1830-х роках.

## Просторова функція Гріна
При розв'язуванні задачі
{\displaystyle {\hat {L}}f(\mathbf {r} )=g(\mathbf {r} )},
де {\displaystyle {\hat {L}}} — лінійний оператор, заданий у просторі диференційовних функцій, f — невідома функція координат, а g — певна відома функція, зручно спиратися на функцію Гріна, яка визначається, як розв'язок задачі
{\displaystyle {\hat {L}}G(\mathbf {r} ,\mathbf {r} ^{\prime })=\delta (\mathbf {r} -\mathbf {r} ^{\prime })},
де {\displaystyle \mathbf {r} ^{\prime }} — будь-яка точка простору, а {\displaystyle \delta (\mathbf {r} )} — дельта-функція Дірака.
Якщо функція Гріна відома, то розв'язок початкової задачі задається згорткою
{\displaystyle f(\mathbf {r} )=\int G(\mathbf {r} ,\mathbf {r} ^{\prime })g(\mathbf {r} ^{\prime })dV^{\prime }}

### Приклади
Для оператора Лапласа рівняння для функції Гріна записується
{\displaystyle \Delta G(\mathbf {r} ,\mathbf {r} ^{\prime })=-4\pi \delta (\mathbf {r} -\mathbf {r} ^{\prime }).}
Множник {\displaystyle -4\pi } тут введено для спрощення кінцевих формул.
Розв'язок цього рівняння
{\displaystyle G(\mathbf {r} ,\mathbf {r} ^{\prime })={\frac {1}{|\mathbf {r} -\mathbf {r} ^{\prime }|}}}
Рівняння Пуасона для знаходження електростатичного потенціалу системи зарядів, розподілених в просторі із густиною {\displaystyle \rho (\mathbf {r} )} записується
{\displaystyle \varepsilon \Delta \varphi =-4\pi \rho },
де {\displaystyle \varepsilon } — діелектрична проникність середовища.
Використовуючи функцію Гріна, розв'язок рівняння Пуасона записується
{\displaystyle \varphi (\mathbf {r} )=\int {\frac {\rho (\mathbf {r} ^{\prime })}{\varepsilon |\mathbf {r} -\mathbf {r} ^{\prime }|}}dV^{\prime }}